# Bapsy Jain
Pour les articles homonymes, voir Jain.
 (novembre 2019).
Bapsy Jain est une auteure indienne connue pour son roman à succès , Lucky Everyday qui décrit le parcours spirituel d'une femme confrontée à des défis de vie surprenants.

## Biographie
Bapsy Jain est née à Calcutta, en Inde. Après des études au couvent de la Présentation, dans la ville de Kodaikanal, dans le Tamil Nadu, elle suit des études universitaires à l'école de commerce de Sydenham, à Bombay. Elle part ensuite au Royaume-Uni pour étudier la finance et devient membre de l'institut des experts-comptable d'Angleterre et du Pays de Galles. Avec son mari, Nitish Jain, elle crée des écoles de commerce, SP Jain School of Global Management à Dubaï, Mumbai, Singapour et Sydney.
Bapsy Jain tombe malade en 1999. Cette période de  repos forcé lui permet de commencer à écrire son premier livre, Lucky Everyday .

## Une carrière d'écrivain
Bapsy Jain travaille pendant dix ans sur son premier roman qu'elle publie initialement sous le nom de The Blind Pilgrim, aux éditions Penguin. Le livre devient rapidement un best-seller en Inde. En mars 2009, la maison d'édition décide de le traduire et le diffuse dans le monde entier sous le nouveau titre Lucky Everyday.

### Lucky Everyday
Dans Lucky Everyday, Bapsy Jain montre la capacité de l'esprit humain à s'adapter aux défis posés par la vie. Les lecteurs sont emmenés dans un voyage introspectif dans la vie de Lucky Boyce. Cette femme active qui travaille à New York va se marier avec un riche homme d’affaires indien. Elle finira par divorcer et devenir professeure de yoga.
Grâce à cet ouvrage, Bapsy Jain est parvenue à montrer à ses lecteurs qu'il est possible de changer de mode de vie. Son écriture est un rappel inspirant que l’amour, l’angoisse et la spiritualité ont leur place à la fois en temps de turbulences et de paix.
Une suite à Lucky Everyday a ensuite été publiée, intitulée A star called Lucky. On y retrouve Lucky, qui après une rencontre surprenante, se retrouve plongée dans un monde de corruption politique.